# Distrito de Dhamtari
Dhamtari  (en Hindi: धमतरी जिला) es un distrito de la India en el estado de Chhattisgarh. Código ISO: IN.CT.DH.
Comprende una superficie de 3383 km².
El centro administrativo es la ciudad de Dhamtari.

## Demografía
Según el censo de 2011, contaba con una población total de 799 199 habitantes, de los cuales 401 949 eran mujeres y 397 250 varones.